# 美利德
美利德有限公司（英語：Yi Jinn Industrial Co., Ltd.），簡稱美利德磁磚，是一家總部位於台灣彰化縣秀水鄉的磁磚製造商。主要經營西班牙、義大利進口磁磚、馬賽克磁磚。

## 歷史沿革
美利德有限公司創辦人林正健，於2008年12月向經濟部登記核準設立，其妻顧淑美是個浪漫的人。在一趟歐洲旅行後，發現磁磚除了我們常見一般大理石紋路以外，歐洲的花磚承襲著傳西方的經典美學及文化色彩，對此深深的著迷。便將花磚引進至台灣，讓國人在台灣頁能夠擁有如同藝術品一樣的花磚，點綴生活。銷售各建材行及門市零售。
美利德磁磚經營西班牙、義大利進口磁磚代理銷售，與西班牙及義大利市場趨勢同步，不斷拓展創新產品，隨時提供最新設計、最好品質的磁磚。
銷售場品包含；大板磚、六角磚、麵包磚、木紋磚、鄉村風及牆面磁磚、地面磁磚、拋光石英磚、施釉石英磚、外牆磚、復古磚、文化石、板岩等多種尺寸，提供給不同需求客群最多樣化的磁磚選擇。
美利德以全方位的服務 秉持著真心、誠信經營理念，顧客至上、極致服務，全方位諮詢從磁磚規劃、設計、銷售、售後服務，提供給不同需求客群最多樣化選擇及最合理價格、品質第一。

【美利德門市據點】全台皆有4間直營門市， 來一趟美利德磁磚，滿足您對磁磚精品、 藝術空間的所有渴望，讓您無需飛越半個地球， 即刻享受來自歐洲的經典美學工藝。
◎台北門市：台北市金山南路一段65-2號2樓
◎台中門市：台中市五權西路二段1116號
◎彰化門市：彰化縣秀水鄉彰鹿路297號
◎高雄門市：高雄市左營區華夏路1581號

## 外部連結
- 美利德有限公司 官方網站 （页面存档备份，存于）
- 美利德有限公司的Facebook專頁
- 美利德有限公司的INSTAGRAM （页面存档备份，存于）專頁